# Richard Simmons

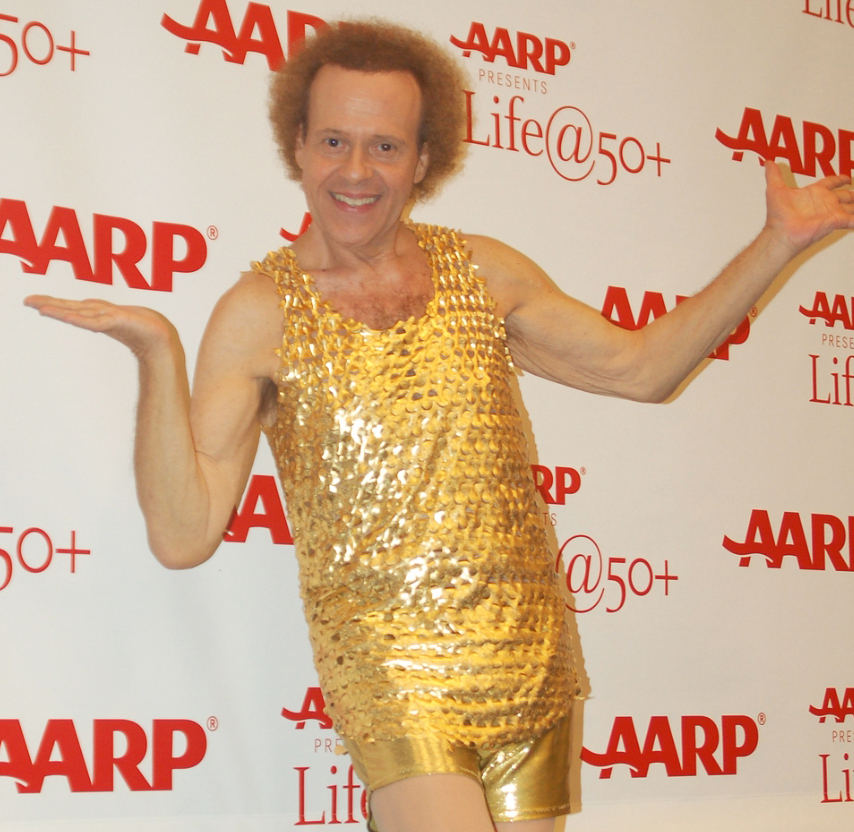
Simmons, 2011

Milton Teagle Simmons (ur. 12 lipca 1948 w Nowym Orleanie, zm. 13 lipca 2024 w Los Angeles) – znany jako Richard Simmons – amerykańska osobowość telewizyjna. Zajmował się promowaniem zdrowego trybu życia, fitnessu, oraz programów odchudzających.
Simmons urodził się w Nowym Orleanie. Jako nastolatek był otyły. Zanim skończył liceum ważył ponad 120 kg przy wzroście 169 cm. Jego pierwszą pracą była sprzedaż pralinek. Rozważał też możliwość zostania księdzem. Rozpoczął studia na University of Louisiana w Lafayette później przeniósł się na Florida State University. Gdy studiował na Florydzie, trafił do Florencji w ramach wymiany studenckiej. Po uzyskaniu dyplomu trafił do Nowego Jorku, gdzie pracował w reklamie oraz jako kelner.
W latach 70. przeprowadził się do Los Angeles, gdzie pracował w restauracji w Beverly Hills. Tam zainteresował się fitnessem, ale uznał, że istniejące programy fitnessu nadają się tylko dla ludzi wysportowanych. Zaczął ćwiczyć i jego waga spadła do około 60 kg.
Simmons otworzył później własny klub fitnessu The Anatomy Asylum. Uczył tam zdrowego odżywiania w odpowiednich ilościach oraz pokazywał jak ćwiczyć, by sprawiało to przyjemność. Klub działa do dziś pod nazwą Slimmons. Swoimi sukcesami ściągnął uwagę mediów. Zaczął występować w telewizji i nagrywać swoje programy. Wkrótce zaczął też prowadzić własny show - The Richard Simmons Show. Udzielał się też w radiu, gdzie między innymi prowadził własną audycję Lighten Up with Richard Simmons.
Simmons znany był ze swojego motywującego, radosnego i pełnego energii zachowania. Był to jeden z jego sposobów na pomoc ludziom w odchudzaniu. Mieszkał w Hollywood z dwiema pokojówkami i trzema dalmatyńczykami. Tam też zmarł z przyczyn naturalnych, nazajutrz po swoich 76. urodzinach.